# Strängnäs (stacja kolejowa)
Strängnäs – stacja kolejowa w Strängnäs, w regionie Södermanland, w Szwecji. Stacja została otwarta wraz z otwarciem Svealandsbanan w 1997. Stacja jest jednotorowa, dlatego nie ma możliwości mijanki pociągów na tej stacji. Budynek dworca posiada poczekalnię, kiosk i toalety.
Planowana jest dobudowa drugiego toru i rozbudowa dworca kolejowego i zamienienie go na centrum podróży. Prace planowane są na lata 2014-2017.

## Linie kolejowe
- Svealandsbanan